# Necropolis Transparent
Necropolis Transparent è il terzo album in studio del gruppo musicale britannico Lock Up, pubblicato nel 2011.

## Tracce
1. Brethren of the Pentagram – 1:36
2. Accelerated Mutation – 1:36
3. The Embodiment of Paradox and Chaos (featuring Jeff Walker) – 1:51
4. Necropolis Transparent (featuring Peter Tägtgren) – 1:56
5. Parasite Drama (featuring Jeff Walker) – 3:00
6. Anvil of Flesh – 2:25
7. Rage Incarnate Reborn – 3:10
8. Unseen Enemy (featuring Jeff Walker) – 2:19
9. Stygian Reverberations – 2:13
10. Life of Devastation – 2:29
11. Roar of a Thousand Throats – 2:08
12. Infiltrate and Destroy – 2:38
13. Discharge the Fear (featuring Jeff Walker) – 3:40
14. Vomiting Evil – 2:34
15. Stigmatyr (bonus track) – 1:51
16. Through the Eyes of My Shadow Self (featuring Peter Tägtgren) – 2:23
17. Tartarus – 3:19

## Formazione
- Tomas Lindberg - voce
- Nicholas Barker - batteria
- Shane Embury - basso
- Anton Reisenegger - chitarra